# Калиновички партизански одред
Калиновички народно-ослободилачки партизански одред био је јединица НОВЈ активна од септембра 1941. до маја 1942, и поново од новембра 1943. до краја рата.

## Позадина
У јунском оружаном устанку српског народа 1941. настале су у источној Херцеговини чете народне војске и сеоске страже као специфични почетни облик војне организације устаника. Њих је сачињавало људство способно за борбу из једног села, или из збегова народа по планинама куда се склонио од усташког терора. Те устаничке формације биле су организационо неучвршћене и, углавном, оријентисане на одбрану села или збегова.
Већ у јулу Обласни војни штаб за Херцеговину (формиран по налогу КПЈ) почиње да ствара унутар устаничких формација мање герилске одреде, усмеравајући их на диверзије на комуникацијама и офанзивна дејства против непријатеља. Када су у Херцеговину стигла упутства о задацима партизанских одреда које је издао Главни Штаб НПОЈ 10. августа, убрзано се приступило стварању партизанских одреда и формирању среских штабова (у Невесињу, Билећи, Гацку, Требињу). Те јединице су 19. септембра 1941. реорганизоване у Херцеговачку бригаду НОП одреда, која је у почетку имала 2, а у октобру 3 батаљона.

## Прво формирање
Калиновички НОП одред формиран је крајем септембра 1941. Почетком октобра имао је Требевићки, Загорски и Коњички батаљон, Игманску, Јахоринску и Трновску чету. Одред је дејствовао на комуникацијама Сарајево-Калиновик-Фоча и Сарајево-Коњиц, и помагао Романијском НОПО у долини Праче. Посебно се истакао 23. октобра кад су његови делови код села Кланца (9 км јужно од Сарајева) заробили преко 350 домобрана, а 2. новембра ослободили Трново и на подручју Јахорине разбили заједно са јединицама Романијског НОПО комбиновану бојну 7. домобранске пуковније. Захваљујући успешним дејствима Одред је створио пространу слободну територију између Сарајева, фоче, Борча и Коњица, изузев Калиновика, Улога и неких села испод Трескавице.
У децембру су на територију одреда стигле неке четничке јединице из Србије и започеле своју активност. Врховни штаб НОВЈ упутио је делове Дурмиторског НОПО у рејон Трнова да помогну одреду у сузбијању четника. У јануару 1942, за време друге непријатељске офанзиве, делови Одреда водили су борбе код села Војковића и села на падинама Трескавице и Јахорине. У другој половини марта формиран је у Трнову 1. ударни батаљон Ранко Дивљан, јачине 4 чете, тако да је Одред тад имао 4 батаљона са 14 чета; 17. марта Требевићки батаљон подељен је на Требевићки и Кијевски. У априлу Одред учествује у нападу на усташко упориште Борач и у чишћењу непријатељских упоришта у селима у долини Неретве низводно према Коњицу.
У мају 1942, за време треће непријатељске офанзиве, у Одреду је због четничког рада настало осипање. После јаких борби са италијанском дивизијом Тауриненсе на Пандурици и Рогоју, остаци Одреда повукли су се на Зеленгору, где је формиран 2. ударни батаљон. Но, убрзо су се оба ударна батаљона распала, тако да је остао само штаб са групом од око 50 бораца. Крајем јула та група напустила је свој терен и отишла ка Прозору, где се укључила у 10. херцеговачку бригаду.

## Друго формирање
Одред је поново формиран од око 80 бораца новембра 1943, и налазио се у саставу 29. херцеговачке дивизије НОВЈ, водећи успешно борбе са четницима у простору Калиновика до 7. јануара 1945, када је расформиран, а његово људство попунило је 11. херцеговачку ударну бригаду исте дивизије.